# 深見安博
深見 安博（ふかみ やすひろ、1919年11月26日 - 1972年4月9日）は、兵庫県神戸市出身のプロ野球選手（外野手）・コーチ・監督。

## 経歴

### 西鉄時代
報徳商業ではエースで4番を打ち、中央大学を経て、西日本鉄道では中軸として活躍。当時の九州地区は大岡虎雄選手兼任監督率いる八幡製鉄、荒巻淳を擁する別府星野組、名門・門司鉄道局など強豪揃いで、活況を呈していた。1948年5月29日の九州・下関六社会人リーグの八幡-西鉄戦の判定を巡り、大岡が深見の腰を投げ飛ばし、西鉄側が大岡の暴力を問題視したことで退団に追い込まれ、八幡は大黒柱を失う。西鉄は7月の都市対抗・北九州大会で大岡不在の八幡を破り本大会に初出場し、星野組との本大会決勝では深見が決勝点となる逆転打を放ち、優勝の立役者となった。
1950年に西鉄が新設したプロチーム・西鉄クリッパースへ入団。1年目の同年から主に4番で活躍し、新人王は毎日に入団した荒巻に譲ったが、打率.279、22本塁打をマーク。
3月16日の東急戦（大須）では武末悉昌の代打で保井浩一から3ラン本塁打を放ち、初本塁打を記録。この試合は、深見が打った7回表の攻撃前まで既に16-2とワンサイドゲームで、東急も投手がいないのか4回途中で野手の保井が急遽登板したものの、西鉄は追加点を挙げてゆき7回表には深見の3ランと原田晃の適時打で4点を取り20-2とし、ここから東急も猛反撃をみせたものの21-14で西鉄が大勝。両チーム合計1試合最多得点の試合として現在でも記録として残っている。深見に打たれた保井はこの試合が投手としての唯一の登板であり、唯一の被本塁打でもある。

### 東急時代
1952年の開幕直後に大下弘との交換トレードで、当時西鉄の主力投手であった緒方俊明と共に東急フライヤーズへ移籍。大下が東急との金銭トラブルから大争奪戦へと発展し、開幕後の4月11日に西鉄へのトレードで一件落着したが、その交換要員として深見が指名された。西鉄では4月10日まで5番で打率.263、2本塁打であったが、東急移籍後は大下の代わりに3番に入り、打率.294、23本塁打と大活躍。同年は25本塁打を放ち、パ・リーグの本塁打王に輝いたが、これは日本プロ野球史上唯一の2球団にまたがる本塁打王であり、未だ深見以外に達成したものは誰一人としていない。MLBでも2球団で本塁打を打ってタイトルを獲得したのは1915年のブラッゴ・ロス（ホワイトソックスで3本、インディアンスで4本の計7本）だけである。

### 高橋・南海時代
その後は1954年に高橋ユニオンズ、1955年に南海ホークスと移籍したが、全盛期の頃のパワーはなく、代打としての出番が多くなった。
10月9日の近鉄戦第2試合（大阪）南海は筒井敬三の本塁打などで、近鉄は小玉明利の本塁打などで9回を終了し4-4の延長戦に突入。そして10回裏深見が打席で、リリーフ佐藤良一からサヨナラ2ラン本塁打を放つ。これで南海はシーズン最終試合を勝利で締めくくり通算99勝とし、1950年にセの松竹が記録した98勝のシーズンチーム最多勝利記録を更新した。この記録も現在まで破られていない。そして、この本塁打が深見の現役最後の本塁打となった。巨人との日本シリーズでは10月22日の第6戦（後楽園）で別所毅彦から本塁打を放っている。
中大の後輩である穴吹義雄の入団の仲介をしたこともあったが、1957年限りで現役を引退。

### 引退後
引退後は日炭高松監督（1958年 - 1960年）を経て、古巣・西鉄の二軍打撃コーチ（1961年 - 1963年）→一軍打撃コーチ（1964年）→ヘッドコーチ（1965年）、広島の二軍監督（1968年 - 1969年）→一軍打撃コーチ（1970年）を歴任。
日炭高松時代には柿本実・龍憲一・黒江透修を指導し、1959年にはチームを都市対抗初出場に導く。1回戦では電電東京を相手に柿本がリリーフで好投して初勝利を挙げたが、2回戦は東洋レーヨンを相手に先発の龍が5回まで好投するが、後続が打たれて惜敗。
西鉄時代の1965年には中西太選手兼任監督の病気休養により、4月18日から5月11日までの13試合で監督代行を務めた。
広島時代には1969年オフに南海への移籍が決まり、「広島を出るくらいならやめよう」と思っていた古葉竹識に「他のチームの野球を勉強することはプラスになる」とアドバイスし、古葉が移籍を決めるきっかけを作った。その他、衣笠祥雄・山本浩二・水谷実雄・三村敏之ら若手選手を指導。
1972年4月9日死去。満52歳没。

## 詳細情報

### 年度別打撃成績
| 年 度     | 球 団     | 試 合 | 打 席 | 打 数 | 得 点 | 安 打 | 二 塁 打 | 三 塁 打 | 本 塁 打 | 塁 打 | 打 点 | 盗 塁 | 盗 塁 死 | 犠 打 | 犠 飛 | 四 球 | 敬 遠 | 死 球 | 三 振 | 併 殺 打 | 打 率 | 出 塁 率 | 長 打 率 | O P S |
| --------- | --------- | ----- | ----- | ----- | ----- | ----- | -------- | -------- | -------- | ----- | ----- | ----- | -------- | ----- | ----- | ----- | ----- | ----- | ----- | -------- | ----- | -------- | -------- | ----- |
| 1950      | 西鉄      | 108   | 466   | 408   | 66    | 114   | 21       | 0        | 22       | 201   | 77    | 12    | 4        | 2     | --    | 53    | --    | 3     | 48    | 9        | .279  | .366     | .493     | .859  |
| 1951      | 西鉄      | 72    | 211   | 188   | 30    | 45    | 8        | 0        | 8        | 77    | 23    | 5     | 6        | 2     | --    | 21    | --    | 0     | 23    | 6        | .239  | .316     | .410     | .725  |
| 1952      | 西鉄      | 12    | 42    | 38    | 5     | 10    | 2        | 0        | 2        | 18    | 6     | 1     | 1        | 0     | --    | 4     | --    | 0     | 8     | 0        | .263  | .333     | .474     | .807  |
| 1952      | 東急      | 96    | 412   | 377   | 60    | 111   | 25       | 2        | 23       | 209   | 75    | 11    | 6        | 1     | --    | 33    | --    | 1     | 50    | 7        | .294  | .353     | .554     | .907  |
| '52計     | 東急      | 108   | 454   | 415   | 65    | 121   | 27       | 2        | 25       | 227   | 81    | 12    | 7        | 1     | --    | 37    | --    | 1     | 58    | 7        | .292  | .351     | .547     | .898  |
| 1953      | 東急      | 102   | 356   | 315   | 39    | 63    | 12       | 0        | 19       | 132   | 57    | 2     | 5        | 0     | --    | 40    | --    | 1     | 55    | 10       | .200  | .292     | .419     | .711  |
| 1954      | 高橋      | 90    | 236   | 207   | 25    | 55    | 9        | 2        | 6        | 86    | 27    | 1     | 2        | 0     | 3     | 26    | --    | 0     | 46    | 9        | .266  | .343     | .415     | .759  |
| 1955      | 南海      | 111   | 282   | 263   | 25    | 72    | 9        | 1        | 5        | 98    | 40    | 7     | 2        | 2     | 0     | 14    | 0     | 3     | 39    | 10       | .274  | .318     | .373     | .690  |
| 1956      | 南海      | 17    | 15    | 13    | 1     | 3     | 3        | 0        | 0        | 6     | 1     | 0     | 0        | 0     | 0     | 2     | 0     | 0     | 5     | 0        | .231  | .333     | .462     | .795  |
| 1957      | 南海      | 9     | 9     | 8     | 1     | 2     | 1        | 0        | 0        | 3     | 0     | 0     | 0        | 0     | 0     | 1     | 0     | 0     | 4     | 0        | .250  | .333     | .375     | .708  |
| 通算：8年 | 通算：8年 | 617   | 2029  | 1817  | 252   | 475   | 90       | 5        | 85       | 830   | 306   | 39    | 26       | 7     | 3     | 194   | 0     | 8     | 278   | 51       | .261  | .335     | .457     | .792  |

- 各年度の太字はリーグ最高

### タイトル
- 本塁打王：1回 （1952年）

### 記録
- 同一シーズン2球団で本塁打：1952年 ※史上初
- オールスターゲーム出場：1回 （1953年）

### 背番号
- 1 （1950年）
- 5 （1951年 - 1952年途中）
- 27 （1952年途中 - 1953年）
- 26 （1954年）
- 6 （1955年 - 1957年）
- 70（1961年 - 1965年）
- 64 （1968年 - 1970年）